# Sataro Fukiage
Sataro Fukiage (吹上 佐太郎?, Fukiage Satarō; Kyoto, febbraio 1889 – Giappone, 28 settembre 1926) è stato un serial killer giapponese.
Ha ucciso almeno sette ragazze. Uccise la sua prima vittima nel 1906, e successivamente uccise altre sei ragazze tra il 1923 e il 1924. Fu processato per tre dei sei casi, ma non si conosce il numero esatto delle sue vittime.
Violentò almeno 93 ragazze. Alcune stime dicono che ne abbia violentate più di 100.

## Infanzia
Fukiage nacque a Shimogyo-ku, nella prefettura di Kyoto. La sua famiglia lo costrinse a lavorare all'età di nove anni. All'età di 11 anni, ebbe rapporti sessuali con una ragazza di circa 17 anni, a causa della quale perse il lavoro. A 12 anni, fu arrestato per furto. Fukiage imparò il kana e la matematica durante i due mesi trascorsi in carcere. Venne nuovamente arrestato per furto subito dopo il suo rilascio e, durante il secondo periodo di carcere studiò la letteratura cinese.
Fukiage fece sesso con una donna di 54 anni quando aveva 17 anni. Più tardi, stuprò la figlia undicenne di questa donna e altre ragazze dello stesso quartiere.

## Primo omicidio
Il 24 settembre 1906, Fukiage violentò e uccise una ragazza di 11 anni a Kinkaku-ji. La vittima era una conoscente. In prigione, Fukiage studiò le opere di Confucio, Mencio, Platone, Aristotele e Nichiren. Fu rilasciato nel 1922 e trovò lavoro ma venne subito licenziato a causa del suo passato criminale. Nell'aprile del 1923, fu arrestato per aver molestato una bambina di quattro anni, ma venne rilasciato.

## Altri omicidi
Tra giugno 1923 e aprile 1924, violentò e uccise sei ragazze di età compresa tra 11 e 16 anni. Fu arrestato il 28 luglio 1924. Dopo l'arresto, confermò 13 omicidi ma in seguito ritrattò. Scrisse un libro, The Street (娑婆?, Shaba). Fu condannato a morte il 17 maggio 1925. La Corte suprema del Giappone confermò la sua condanna a morte il 2 luglio 1926.

## Morte
Fu giustiziato per impiccagione il 28 settembre 1926. Nel suo libro, chiese ai genitori di prendersi cura dei propri figli.